# Durfort (Ariège)
Durfort é uma comuna francesa na região administrativa de Occitânia, no departamento de Ariège.